# Kabadüz (district)
Kabadüz is een Turks district in de provincie Ordu en telt 6.511 inwoners (2007). Het district heeft een oppervlakte van 351,9 km². Hoofdplaats is Kabadüz.
De bevolkingsontwikkeling van het district is weergegeven in onderstaande tabel.
| 1997  | 2000   | 2007  |
| ----- | ------ | ----- |
| 9.246 | 11.049 | 6.511 |